# Ілектра Лебл
Ілектра Лебл (12 лютого 1999) — грецька плавчиня. Учасниця Чемпіонату світу з водних видів спорту 2017, де в попередніх запливах на дистанції 200 метрів комплексом посіла 30-те місце і не потрапила до півфіналів